# Jan Chrzciciel Michał Pontus
Jan Chrzciciel Michał Pontus (ur. 19 czerwca 1763 w Neville-sur-Mer we Francji, zm. 2 września 1792) – Błogosławiony Kościoła katolickiego.

## Życiorys
Rozpoczął studia w wyższym seminarium duchownym Coutances, a potem wstąpił do towarzystwa Saint-Sulpice. W 1788 roku został wyświęcony na kapłana. Po rozpoczęciu rewolucji francuskiej został aresztowany i w dniu 2 września 1792 roku został zamordowany. Papież Pius XI beatyfikował go w grupie 191 męczenników z Paryża 17 października 1926 roku.
.